# موش چینچیلا (سرده)
موش چینچیلا (سرده) (نام علمی: Abrocoma) نام یک سرده از تیره موش‌های چینچیلا است.

## گونه‌ها
- - A. bennettii - موش چینچیلای بنت
  - A. boliviensis - موش چینچیلای بولیویایی
  - A. budini - موش چینچیلای بودن
  - A. cinerea - موش چینچیلای اشی
  - A. famatina - موش چینچیلای فاماتینا
  - A. shistacea - موش چینچیلای سیرا دل تونتال
  - A. uspallata - موش چینچیلای اوسپالاتا
  - A. vaccarum - موش چینچیلای مندوزا